# Powiat Mórahalom
Powiat Mórahalom (węg. Mórahalmi járás) – jeden z siedmiu powiatów komitatu Csongrád na Węgrzech. Siedzibą władz jest miasto Mórahalom.

## Miejscowości powiatu Mórahalom
- Ásotthalom
- Bordány
- Forráskút
- Mórahalom
- Öttömös
- Pusztamérges
- Ruzsa
- Üllés
- Zákányszék